# Alex Bueno

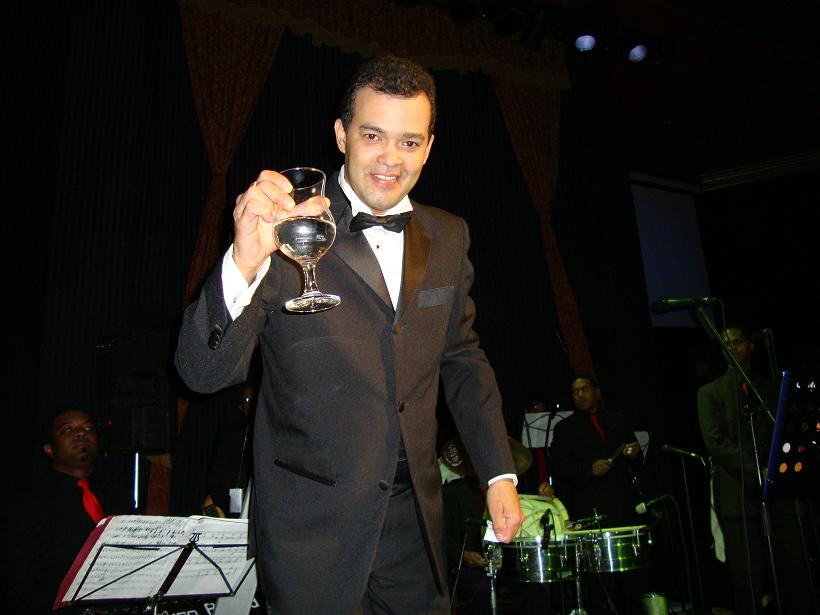
Alex Bueno 2009

Álex Bueno (* 6. September 1963 in San José de las Matas) ist ein dominikanischer Sänger und Gitarrist.
Er fing schon sehr früh an, Gitarre zu spielen und zu singen. Mit 15 Jahren zog er nach Santo Domingo. Dort nahm er 1978 am von Wilfrido Vargas organisierten Festival De La Voz teil und wurde Sieger des Wettbewerbs. Daraufhin engagierte ihn Gerardo Vera 1979 für seine Santo Domingo's All Stars.
Etwas später hat er einen Song mit Fernando Villalona aufgenommen, der aber nur regionalen Erfolg erzielte.
1982 nahm er den Song "Orquesta Liberación" zusammen mit Andrés de Jesús auf. Das Album war sehr erfolgreich.
1999 nahm Alex Bueno "Corazón Duro" und "Bachata A Su Tiempo" auf. 2001 kehrte Alex Bueno mit dem Song "Unicamente Tú" zurück, der auf einem von Felipe Valdes komponierten Folksong basierte.
| Personendaten    | Personendaten                        |
| ---------------- | ------------------------------------ |
| NAME             | Bueno, Alex                          |
| ALTERNATIVNAMEN  | Bueno, Álex                          |
| KURZBESCHREIBUNG | dominikanischer Sänger und Gitarrist |
| GEBURTSDATUM     | 6. September 1963                    |
| GEBURTSORT       | San José de las Matas                |